# Persone di nome Chris
| Questa pagina contiene informazioni ricavate automaticamente dalle voci biografiche con l'ausilio del template Bio e di un bot. L'aggiornamento è periodico e automatico e ricostruisce completamente la pagina. Se manca una persona in questa lista, sei pregato di non aggiungerla, ma accertati piuttosto che la sua voce biografica contenga il template Bio e che i dati anagrafici siano correttamente compilati. Se il template Bio manca, inseriscilo tu stesso o, in alternativa, metti l'avviso {{tmp\|Bio}} che ne segnala la mancanza. Se i dati riportati sono sbagliati, correggi direttamente la voce biografica; le modifiche saranno visibili in questa lista entro pochi giorni. Per chiarimenti vedi il progetto antroponimi. La lista contiene solo le 377 persone che sono citate nell'enciclopedia e per le quali è stato implementato correttamente il template Bio. Pagina aggiornata al 16 ott 2024. |

Questa è una lista di persone presenti nell'enciclopedia che hanno il prenome Chris, suddivise per attività principale.

## Allenatori di calcio(5)
- Chris Armas, allenatore di calcio e ex calciatore portoricano (Bronx, n. 1972)
- Chris Bennett, allenatore di calcio e ex calciatore inglese (Londra, n. 1952)
- Chris Dangerfield, allenatore di calcio e ex calciatore inglese (Coleshill, n. 1955)
- Chris Janssens, allenatore di calcio e ex calciatore belga (Genk, n. 1969)
- Chris van der Weerden, allenatore di calcio e ex calciatore olandese (Nimega, n. 1972)

## Allenatori di pallacanestro(1)
- Chris Fleming, allenatore di pallacanestro e ex cestista statunitense (Forked River, n. 1970)

## Altisti(1)
- Chris Baker, altista britannico (n. 1991)

## Animatori(3)
- Chris Bailey, animatore e regista statunitense (Portland, n. 1962)
- Chris O,Hara, animatore Americano (n. 2011-Presente)
- Chris Prynoski, animatore e regista statunitense (New Jersey, n. 1971)

## Arrampicatori(1)
- Chris Sharma, arrampicatore statunitense (Santa Cruz, n. 1981)

## Artisti marziali misti(2)
- Chris Cariaso, artista marziale misto statunitense (San Jose, n. 1981)
- Chris Daukaus, artista marziale misto statunitense (Filadelfia, n. 1989)

## Astronauti(1)
- Chris Hadfield, ex astronauta canadese (Sarnia, n. 1959)

## Astronomi(2)
- Chris F. Durman, astronomo britannico
- Chris Wolfe, astronomo statunitense

## Attivisti(1)
- Chris Hani, attivista e politico sudafricano (Cofimvaba, n. 1942 - Boksburg, † 1993)

## Attori(31)
- Chris Alcaide, attore statunitense (Youngstown, n. 1923 - Palm Springs, † 2004)
- Chris Avram, attore rumeno (Bucarest, n. 1931 - Roma, † 1989)
- Chris Brochu, attore e cantautore statunitense (Washington, n. 1989)
- Chris Browning, attore statunitense (Reno, n. 1964)
- Chris Diamantopoulos, attore e comico canadese (Toronto, n. 1975)
- Chris Ellis, attore statunitense (Dallas, n. 1956)
- Chris Furrh, attore statunitense (San Marcos, n. 1974)
- Chris Geere, attore inglese (Cambridge, n. 1981)
- Chris J. Johnson, attore statunitense (Stoneham, n. 1977)
- Chris Klein, attore statunitense (Hinsdale, n. 1979)
- Chris Larkin, attore britannico (Londra, n. 1967)
- Chris Makepeace, attore canadese (Montréal, n. 1964)
- Chris William Martin, attore canadese (Burnaby, n. 1975)
- Chris McCarrell, attore e cantante statunitense (Ohio, n. 1991)
- Chris McGarry, attore statunitense (Roselle, n. 1966)
- Chris McKenna, attore statunitense (New York, n. 1977)
- Chris McNally, attore canadese (Scarborough, n. 1988)
- Chris Milligan, attore australiano (Queensland, n. 1988)
- Chris Moore, attore, regista e sceneggiatore statunitense
- Chris Mulkey, attore statunitense (Viroqua, n. 1948)
- Chris New, attore, regista e sceneggiatore britannico (Swindon, n. 1981)
- Chris Obi, attore britannico (Londra, n. 1970)
- Chris Olivero, attore statunitense (Stockton, n. 1984)
- Chris Owen, attore statunitense (Michigan, n. 1980)
- Chris Perfetti, attore statunitense (Rochester, n. 1988)
- Chris Sullivan, attore e musicista statunitense (Palm Springs, n. 1980)
- Chris Tallman, attore e comico statunitense (Madison, n. 1970)
- Chris Tardio, attore statunitense (New York, n. 1979)
- Chris Walley, attore irlandese (Cork, n. 1995)
- Chris Young, attore, regista e produttore cinematografico statunitense (Chambersburg, n. 1971)
- Chris Zylka, attore e modello statunitense (Warren, n. 1985)

## Autori di videogiochi(3)
- Chris Jones, autore di videogiochi statunitense
- Chris Roberts, autore di videogiochi e produttore cinematografico statunitense (Redwood City, n. 1968)
- Chris Taylor, autore di videogiochi canadese (Columbia Britannica)

## Bassisti(3)
- Chris Childs, bassista e tecnico del suono britannico (Writtle, n. 1959)
- Chris Joannou, bassista australiano (Merewether, n. 1979)
- Chris Wyse, bassista statunitense (Queens, n. 1969)

## Batteristi(12)
- Chris Adler, batterista statunitense (Richmond, n. 1972)
- Chris Campbell, batterista inglese (Birmingham, n. 1947)
- Chris Cutler, batterista, compositore e paroliere britannico (Washington, n. 1947)
- Chris Frazier, batterista statunitense (Bethesda, n. 1967)
- Chris Hakius, batterista statunitense (San Jose, n. 1971)
- Chris Kontos, batterista statunitense (New York, n. 1968)
- Chris Maitland, batterista britannico (Cambridge, n. 1964)
- Chris Pennie, batterista statunitense (n. 1979)
- Chris Reifert, batterista statunitense (Concord, n. 1969)
- Chris Sharrock, batterista britannico (Bebington, n. 1964)
- Chris Whitten, batterista e arrangiatore britannico (Leeds, n. 1959)
- Chris Witchhunter, batterista tedesco (Essen, n. 1965 - Essen, † 2008)

## Bobbisti(1)
- Chris le Bihan, bobbista canadese (Grande Prairie, n. 1977)

## Calciatori(46)
- Chris Bahr, ex calciatore e ex giocatore di football americano statunitense (State College, n. 1953)
- Chris Bart-Williams, calciatore inglese (Freetown, n. 1974 - Miami, † 2023)
- Chris Bedia, calciatore ivoriano (Abidjan, n. 1996)
- Chris Brown, ex calciatore inglese (Durham, n. 1984)
- Chris Bruno, ex calciatore britannico (n. 1970)
- Chris Carenza, ex calciatore statunitense (Saint Louis, n. 1952)
- Chris De Witte, ex calciatore belga (Anversa, n. 1978)
- Chris Dunleavy, ex calciatore inglese (Liverpool, n. 1949)
- Chris Duvall, ex calciatore statunitense (Duluth, n. 1991)
- Chris Erskine, calciatore scozzese (Rutherglen, n. 1987)
- Chris Führich, calciatore tedesco (Castrop-Rauxel, n. 1998)
- Chris Gadi, calciatore francese (Ris Orangis, n. 1992)
- Chris Gbandi, ex calciatore liberiano (Contea di Bong, n. 1979)
- Chris Hemming, ex calciatore inglese (Newcastle-under-Lyme, n. 1966)
- Chris Holland, ex calciatore inglese (Whalley, n. 1975)
- Chris Horrocks, ex calciatore canadese (Montréal, n. 1954)
- Chris Innes, ex calciatore scozzese (Broxburn, n. 1976)
- Chris Jackson, ex calciatore neozelandese (Napier, n. 1970)
- Chris Kablan, calciatore svizzero (Lucerna, n. 1994)
- Chris Kane, calciatore scozzese (Edimburgo, n. 1994)
- Chris Katjiukua, calciatore namibiano (Okakarara, n. 1986)
- Chris Klein, ex calciatore statunitense (St. Louis, n. 1976)
- Chris Kouakou, calciatore ivoriano (n. 1999)
- Chris Leitch, ex calciatore statunitense (Columbus, n. 1979)
- Chris Löwe, ex calciatore tedesco (Plauen, n. 1989)
- Chris Mavinga, calciatore francese (Meaux, n. 1991)
- Chris McGrath, ex calciatore nordirlandese (Belfast, n. 1954)
- Chris N'Goyos, ex calciatore francese (Parigi, n. 1992)
- Chris Nanco, calciatore canadese (North York, n. 1995)
- Chris Odoi-Atsem, ex calciatore statunitense (Mitchellville, n. 1995)
- Chris Okoh, ex calciatore nigeriano (n. 1976)
- Chris Philipps, calciatore lussemburghese (Wiltz, n. 1994)
- Chris Rolfe, ex calciatore statunitense (Kettering, n. 1983)
- Chris Sagramola, ex calciatore lussemburghese (n. 1988)
- Chris Schuler, ex calciatore statunitense (Saint Louis, n. 1987)
- Chris Shields, calciatore irlandese (Dublino, n. 1990)
- Chris Smalling, calciatore inglese (Londra, n. 1989)
- Chris Solly, ex calciatore inglese (Maidstone, n. 1991)
- Chris Sørensen, calciatore danese (n. 1977)
- Chris Taylor, calciatore inglese (Oldham, n. 1986)
- Chris Tierney, ex calciatore statunitense (Wellesley, n. 1986)
- Chris Vella, ex calciatore maltese (n. 1955)
- Chris Venables, calciatore inglese (Shrewsbury, n. 1985)
- Chris Wingert, ex calciatore statunitense (New York, n. 1982)
- Chris Yarangga, ex calciatore indonesiano (n. 1973)
- Chris Zoricich, ex calciatore neozelandese (Auckland, n. 1969)

## Cantanti(15)
- Chris Barnes, cantante e produttore discografico statunitense (Buffalo, n. 1967)
- Chris Cheney, cantante e chitarrista australiano (Melbourne, n. 1975)
- Chris Collins, cantante e chitarrista statunitense (Long Island, n. 1967)
- Chris Connor, cantante statunitense (Kansas City, n. 1927 - Toms River, † 2009)
- Chris Cornell, cantante e musicista statunitense (Seattle, n. 1964 - Detroit, † 2017)
- Chris Daughtry, cantante e chitarrista statunitense (Roanoke Rapids, n. 1979)
- Chris Doerk, cantante tedesca (Königsberg, n. 1942)
- Chris Farlowe, cantante britannico (Londra, n. 1940)
- Chris Hannah, cantante e chitarrista canadese
- Chris Thomas King, cantante e attore statunitense (Baton Rouge, n. 1964)
- Chris Logan, cantante e compositore statunitense (Los Angeles, n. 1965)
- Chris Montez, cantante statunitense (Los Angeles, n. 1943)
- Chris Norman, cantante inglese (Redcar, n. 1950)
- Chris Roberts, cantante, attore e produttore discografico tedesco (Monaco di Baviera, n. 1944 - Berlino, † 2017)
- Chris Willis, cantante statunitense (Atlanta, n. 1969)

## Cantautori(6)
- Chris de Burgh, cantautore e musicista irlandese (Venado Tuerto, n. 1948)
- Chris Darrow, cantautore e polistrumentista statunitense (Sioux Falls, n. 1944 - † 2020)
- Chris Eckman, cantautore e musicista statunitense (Seattle, n. 1960)
- Chris Garneau, cantautore e musicista statunitense (Boston, n. 1982)
- Chris Rupp, cantautore statunitense (Mankato, n. 1979)
- Chris Smither, cantautore e musicista statunitense (Miami, n. 1944)

## Cavalieri(1)
- Chris Kappler, cavaliere statunitense (St. Charles, n. 1967)

## Cestisti(27)
- Chris Alexander, ex cestista statunitense (Chicago, n. 1980)
- Chris Allen, ex cestista statunitense (Lawrenceville, n. 1988)
- Chris Babb, cestista statunitense (Topeka, n. 1990)
- Chris Boucher, cestista santaluciano (Castries, n. 1993)
- Chris Carr, ex cestista statunitense (Ironton, n. 1974)
- Chris Carrawell, ex cestista e allenatore di pallacanestro statunitense (St. Louis, n. 1977)
- Chris Childs, ex cestista statunitense (Bakersfield, n. 1967)
- Chris Christoffersen, ex cestista danese (Hasle, n. 1979)
- Chris Coffey, cestista statunitense (Louisville, n. 1997)
- Chris Cokley, cestista statunitense (Savannah, n. 1996)
- Chris Davis, ex cestista statunitense (Baton Rouge, n. 1986)
- Chris Douglas-Roberts, ex cestista statunitense (Detroit, n. 1987)
- Chris Dowe, cestista statunitense (Louisville, n. 1991)
- Chris Gatling, ex cestista statunitense (Elizabeth, n. 1967)
- Chris Herren, ex cestista statunitense (Fall River, n. 1975)
- Chris Horton, cestista statunitense (Decatur, n. 1994)
- Chris Johnson, cestista statunitense (Washington, n. 1985)
- Chris McCray, ex cestista statunitense (Capitol Heights, n. 1984)
- Chris Richard, ex cestista statunitense (Lakeland, n. 1984)
- Chris Silva, cestista gabonese (Libreville, n. 1996)
- Chris Smith, cestista statunitense (Millstone Township, n. 1987)
- Chris Udofia, ex cestista statunitense (Irving, n. 1992)
- Chris Walker, cestista statunitense (Bonifay, n. 1994)
- Chris Watson, ex cestista statunitense (White Plains, n. 1975)
- Chris Wilcox, ex cestista statunitense (Raleigh, n. 1982)
- Chris Wright, ex cestista statunitense (Trotwood, n. 1988)
- Chris Wright, cestista statunitense (Bowie, n. 1989)

## Chitarristi(10)
- Chris Caffery, chitarrista statunitense (Suffern, n. 1967)
- Chris Chaney, chitarrista e polistrumentista statunitense (Santa Monica, n. 1970)
- Chris Dreja, chitarrista e bassista inglese (Surbiton, n. 1945)
- Chris Flippin, chitarrista statunitense (n. 1968)
- Chris Higgins, chitarrista statunitense (n. 1972)
- Chris Holmes, chitarrista statunitense (Glendale, n. 1958)
- Chris Impellitteri, chitarrista statunitense (Connecticut, n. 1964)
- Chris Spedding, chitarrista inglese (Staveley, n. 1944)
- Chris Traynor, chitarrista e bassista statunitense (Long Island, n. 1973)
- Chris Weber, chitarrista statunitense (Los Angeles, n. 1966)

## Ciclisti su strada(4)
- Chris Harper, ciclista su strada australiano (Thursday Island, n. 1994)
- Chris Peers, ex ciclista su strada belga (Deinze, n. 1970)
- Chris Anker Sørensen, ciclista su strada danese (Hammel, n. 1984 - Zeebrugge, † 2021)
- Chris Wreghitt, ex ciclista su strada e ciclocrossista britannico (Malvern, n. 1958)

## Comici(2)
- Chris Kattan, comico e attore statunitense (Culver City, n. 1970)
- Chris Morris, comico, scrittore e regista britannico (Colchester, n. 1965)

## Compositori(2)
- Chris Boardman, compositore, arrangiatore e direttore d'orchestra statunitense (Glendale)
- Chris Tilton, compositore statunitense (New Orleans, n. 1979)

## Culturisti(1)
- Chris Dickerson, culturista statunitense (Montgomery, n. 1939 - Fort Lauderdale, † 2021)

## Danzatori su ghiaccio(1)
- Chris Reed, danzatore su ghiaccio giapponese (Kalamazoo, n. 1989 - Detroit, † 2020)

## Diplomatici(1)
- Chris Simpkins, diplomatico e politico britannico (n. 1950)

## Dirigenti sportivi(2)
- Chris Ballard, dirigente sportivo statunitense (Galveston, n. 1969)
- Chris Kermode, dirigente sportivo britannico (n. 1965)

## Disc jockey(2)
- Chris Lake, disc jockey scozzese (Aberdeen, n. 1982)
- Peanut Butter Wolf, disc jockey, beatmaker e produttore discografico statunitense (San Jose, n. 1969)

## Fisici(1)
- Chris Boshuizen, fisico e imprenditore australiano (n. 1977)

## Fondisti(1)
- Chris Andre Jespersen, fondista norvegese (Etne, n. 1983)

## Fotografi(1)
- Chris Killip, fotografo britannico (Douglas, n. 1946 - † 2020)

## Fumettisti(2)
- Chris Bachalo, fumettista canadese (Portage la Prairie, n. 1965)
- Chris Reynolds, fumettista britannico (n. 1960 - † 2023)

## Giocatori di badminton(1)
- Chris Langridge, giocatore di badminton britannico (Epsom, n. 1985)

## Giocatori di football americano(44)
- Chris Ogbonnaya, ex giocatore di football americano statunitense (Missouri City, n. 1986)
- Chris Borland, ex giocatore di football americano statunitense (Kettering, n. 1990)
- Chris Braswell, giocatore di football americano statunitense (Baltimora, n. 2001)
- Chris Carter, giocatore di football americano statunitense (Los Angeles, n. 1989)
- Chris Clark, giocatore di football americano statunitense (New Orleans, n. 1985)
- Chris Claybrooks, giocatore di football americano statunitense (Nashville, n. 1998)
- Chris Conley, giocatore di football americano statunitense (Base aerea di Adana, n. 1992)
- Chris Culliver, giocatore di football americano statunitense (Garner, n. 1988)
- Chris Davis, ex giocatore di football americano statunitense (Tampa, n. 1979)
- Chris Evans, giocatore di football americano statunitense (Indianapolis, n. 1997)
- Chris Garrett, giocatore di football americano statunitense (Milwaukee, n. 1998)
- Chris Givens, giocatore di football americano statunitense (Jackson, n. 1989)
- Chris Gragg, giocatore di football americano statunitense (Warren, n. 1990)
- Chris Greenwood, ex giocatore di football americano statunitense (Detroit, n. 1989)
- Chris Hairston, ex giocatore di football americano statunitense (Winston-Salem, n. 1989)
- Chris Helbig, giocatore di football americano statunitense (Thornton, n. 1997)
- Chris Horton, ex giocatore di football americano e allenatore di football americano statunitense (Los Angeles, n. 1984)
- Chris James, ex giocatore di football americano statunitense
- Chris Johnson, giocatore di football americano statunitense (Longview, n. 1979)
- Chris Jones, giocatore di football americano statunitense (Jacksonville, n. 1995)
- Chris Kuper, ex giocatore di football americano statunitense (Anchorage, n. 1982)
- Chris Lacy, giocatore di football americano statunitense (DeSoto, n. 1996)
- Chris Lindstrom, giocatore di football americano statunitense (Dudley, n. 1997)
- Chris Maragos, giocatore di football americano statunitense (Racine, n. 1987)
- Chris Matthews, giocatore di football americano statunitense (Long Beach, n. 1989)
- Chris McIntosh, ex giocatore di football americano statunitense (Pewaukee, n. 1977)
- Chris Morgan, ex giocatore di football americano e allenatore di football americano statunitense (Killeen)
- Chris Morris, giocatore di football americano statunitense (Lambertville, n. 1983)
- Chris Myers, giocatore di football americano statunitense (Miami, n. 1981)
- Chris Neild, giocatore di football americano statunitense (Cliffside Park, n. 1987)
- Chris Olave, giocatore di football americano statunitense (San Diego, n. 2000)
- Chris Polk, giocatore di football americano statunitense (San Pedro, n. 1989)
- Chris Prosinski, ex giocatore di football americano statunitense (Buffalo, n. 1987)
- Chris Rainey, giocatore di football americano statunitense (Lakeland, n. 1988)
- Chris Redman, giocatore di football americano statunitense (Louisville, n. 1977)
- Chris Rucker, ex giocatore di football americano statunitense (Warren, n. 1988)
- Chris Rumph II, giocatore di football americano statunitense (Gainesville, n. 1998)
- Chris Samuels, ex giocatore di football americano statunitense (Mobile, n. 1977)
- Chris Scott, giocatore di football americano statunitense (Palmetto, n. 1987)
- Chris Singleton, ex giocatore di football americano statunitense (Omaha, n. 1967)
- Chris Smith, giocatore di football americano statunitense (Salisbury, n. 1992 - † 2023)
- Chris Thompson, giocatore di football americano statunitense (Greenville, n. 1990)
- Chris Watt, giocatore di football americano statunitense (Glen Ellyn, n. 1990)
- Beanie Wells, giocatore di football americano statunitense (Akron, n. 1988)

## Giocatori di poker(3)
- Chris Bell, giocatore di poker statunitense (St. Pauls, n. 1971)
- Chris Bigler, giocatore di poker svizzero (Zurigo, n. 1949)
- Chris Reslock, giocatore di poker statunitense (Valley City, n. 1953)

## Giocatori di snooker(1)
- Chris Wakelin, giocatore di snooker inglese (Rugby, n. 1992)

## Giornalisti(2)
- Chris Wallace, giornalista e conduttore televisivo statunitense (Chicago, n. 1947)
- Chris Welch, giornalista, scrittore e critico musicale britannico (Londra, n. 1941)

## Hockeisti su ghiaccio(6)
- Chris Bourque, hockeista su ghiaccio statunitense (Boxford, n. 1986)
- Chris Butler, hockeista su ghiaccio statunitense (St. Louis, n. 1986)
- Chris Campoli, hockeista su ghiaccio canadese (Mississauga, n. 1984)
- Chris McSorley, ex hockeista su ghiaccio canadese (Hamilton, n. 1962)
- Chris Phillips, ex hockeista su ghiaccio canadese (Calgary, n. 1978)
- Chris VandeVelde, ex hockeista su ghiaccio statunitense (Moorhead, n. 1987)

## Hockeisti su prato(1)
- Chris Ciriello, hockeista su prato australiano (n. 1985)

## Illustratori(2)
- Chris Ayers, illustratore statunitense (n. 1975)
- Chris Riddell, illustratore, scrittore e vignettista britannico (Città del Capo, n. 1962)

## Imprenditori(2)
- Chris Anderson, imprenditore britannico (n. 1957)
- Chris Cohan, imprenditore statunitense (Hanford, n. 1950)

## Ingegneri(1)
- Chris Dyer, ingegnere australiano (Bendigo, n. 1968)

## Mezzofondisti(1)
- Chris O'Hare, mezzofondista britannico (West Linton, n. 1990)

## Militari(1)
- Chris Ryan, militare e scrittore britannico (Rowlands Gill, n. 1961)

## Modelli(1)
- Chris Folz, modello statunitense (Saint Philip, n. 1984)

## Montatori(2)
- Chris Dickens, montatore britannico
- Chris Lebenzon, montatore statunitense (Redwood City, n. 1957)

## Multiplisti(1)
- Chris Huffins, ex multiplista statunitense (Brooklyn, n. 1970)

## Musicisti(11)
- Chris Brokaw, musicista statunitense (New York, n. 1964)
- Chris Carter, musicista inglese (Londra, n. 1953)
- Kodomo, musicista statunitense
- Chris Connelly, musicista, cantante e attore teatrale britannico (Edimburgo, n. 1964)
- Chris Corner, musicista e cantautore britannico (n. 1974)
- Cylob, musicista britannico (n. 1976)
- Chris Kilmore, musicista statunitense (Dillsburg, n. 1973)
- Chris Knox, musicista neozelandese (n. 1952)
- Chris Scott, musicista britannico
- Chris Vrenna, musicista statunitense (Erie, n. 1967)
- Chris Wilson, musicista e cantante australiano (Melbourne, n. 1956 - Melbourne, † 2019)

## Nuotatori(3)
- Chris Christensen, nuotatore danese (n. 1988)
- Chris Fydler, ex nuotatore australiano (Sydney, n. 1972)
- Chris Guiliano, nuotatore statunitense (Douglassville, n. 2003)

## Personaggi televisivi(2)
- Chris Núñez, personaggio televisivo statunitense (Miami, n. 1973)
- Chris Pontius, personaggio televisivo statunitense (Pasadena, n. 1974)

## Pianisti(1)
- Chris McGregor, pianista e compositore sudafricano (Somerset West, n. 1936 - Agen, † 1990)

## Piloti automobilistici(1)
- Chris Hodgetts, pilota automobilistico britannico (Tanworth-in-Arden, n. 1950)

## Piloti di rally(1)
- Chris Ingram, pilota di rally britannico (Manchester, n. 1994)

## Piloti motociclistici(3)
- Chris Burns, pilota motociclistico britannico (Newcastle upon Tyne, n. 1980)
- Chris Hodgson, pilota motociclistico inglese (Whitehaven, n. 1987)
- Chris Vermeulen, pilota motociclistico australiano (Brisbane, n. 1982)

## Pittori(2)
- Chris Achilleos, pittore e illustratore cipriota (Famagosta, n. 1947 - † 2021)
- Chris Ofili, pittore e scultore britannico (Manchester, n. 1968)

## Polistrumentisti(1)
- Chris Pitman, polistrumentista e compositore statunitense (Kansas City, n. 1961)

## Politici(1)
- Chris Pappas, politico statunitense (Manchester, n. 1980)

## Produttori cinematografici(2)
- Chris Bender, produttore cinematografico statunitense (n. 1971)
- Chris Stuckmann, produttore cinematografico, critico cinematografico e youtuber statunitense (Ohio, n. 1988)

## Produttori discografici(1)
- Chris Blackwell, produttore discografico britannico (Londra, n. 1937)

## Pugili(3)
- Chris Algieri, pugile statunitense (Huntington, n. 1984)
- Chris Eubank, ex pugile britannico (Dulwich, n. 1966)
- Chris Finnegan, pugile britannico (Iver, n. 1944 - Uxbridge, † 2009)

## Rapper(3)
- Cage, rapper statunitense (Würzburg, n. 1973)
- Manafest, rapper canadese (Pickering, n. 1979)
- Young Maylay, rapper e attore statunitense (Los Angeles, n. 1979)

## Registi(19)
- Chris Angel, regista, montatore e attore statunitense (Newton, n. 1972)
- Chris Buck, regista, animatore e sceneggiatore statunitense (Wichita, n. 1958)
- Chris Carter, regista, sceneggiatore e produttore televisivo statunitense (Bellflower, n. 1956)
- Chris Columbus, regista, sceneggiatore e produttore cinematografico statunitense (Spangler, n. 1958)
- Chris Cunningham, regista inglese (Reading, n. 1970)
- Chris Fisher, regista, sceneggiatore e produttore cinematografico statunitense (Pasadena, n. 1971)
- Chris Foggin, regista e sceneggiatore inglese (Sunderland, n. 1985)
- Chris Kraus, regista tedesco (Gottinga, n. 1963)
- Chris Marker, regista, sceneggiatore e montatore francese (Neuilly-sur-Seine, n. 1921 - Parigi, † 2012)
- Chris McKay, regista, montatore e effettista statunitense (Winter Park, n. 1973)
- Chris Menges, regista e direttore della fotografia britannico (Kington, n. 1940)
- Chris Milk, regista e fotografo statunitense (New York, n. 1970)
- Chris Nahon, regista e sceneggiatore francese (Soisy-sous-Montmorency, n. 1968)
- Chris Overton, regista e attore britannico (Cannock, n. 1989)
- Chris Renaud, regista, animatore e produttore cinematografico statunitense (Baltimora, n. 1966)
- Chris Robinson, regista statunitense (Edgewood)
- Chris Steele, regista, sceneggiatore e ex attore pornografico statunitense (Fort Worth, n. 1966)
- Chris Walas, regista, truccatore e effettista statunitense (Chicago, n. 1955)
- Chris Ward, regista statunitense

## Rugbisti a 15(2)
- Chris Cusiter, ex rugbista a 15 scozzese (Aberdeen, n. 1982)
- Chris Feauai-Sautia, rugbista a 15 australiano (Auckland, n. 1993)

## Saggisti(1)
- Chris Anderson, saggista e giornalista statunitense (Londra, n. 1961)

## Sassofonisti(2)
- Chris Potter, sassofonista e clarinettista statunitense (Chicago, n. 1971)
- Chris White, sassofonista e flautista britannico (Bristol, n. 1955)

## Sceneggiatori(6)
- Casper Kelly, sceneggiatore, regista e produttore televisivo statunitense
- Chris Kreski, sceneggiatore e scrittore statunitense (n. 1962 - † 2005)
- Chris McKenna, sceneggiatore, produttore cinematografico e produttore televisivo statunitense (Santa Monica, n. 1967)
- Chris Morgan, sceneggiatore e produttore cinematografico statunitense (Chicago, n. 1966)
- Chris Sivertson, sceneggiatore e regista statunitense
- Chris Sparling, sceneggiatore, regista e produttore cinematografico statunitense (Providence, n. 1977)

## Scenografi(1)
- Chris Gorak, scenografo e regista statunitense (Worcester, n. 1970)

## Sciatori alpini(2)
- Chris Frank, ex sciatore alpino statunitense (n. 1983)
- Chris Steinke, ex sciatore alpino canadese (n. 1993)

## Scrittori(13)
- Chris Abani, scrittore e poeta nigeriano (Afikpo, n. 1966)
- Chris Van Allsburg, scrittore e illustratore statunitense (East Grand Rapids, n. 1949)
- Chris Cleave, scrittore e giornalista britannico (Londra, n. 1973)
- Chris Fuhrman, scrittore statunitense (Savannah, n. 1960 - † 1991)
- Chris Grabenstein, scrittore statunitense (Buffalo, n. 1955)
- Chris Hammer, scrittore e giornalista australiano (n. 1960)
- Chris Knopf, scrittore statunitense (Filadelfia, n. 1951)
- Chris Paling, scrittore britannico (Derby, n. 1956 - Hove, † 2024)
- Chris Pavone, scrittore statunitense (n. 1968)
- Chris Priestley, scrittore inglese (Hull, n. 1958)
- Chris Stewart, scrittore e batterista inglese (Crawley, n. 1951)
- Chris Whitaker, scrittore britannico (Londra)
- Chris Yates, scrittore, fotografo e naturalista britannico

## Scrittrici(1)
- Chris Kraus, scrittrice, sceneggiatrice e regista statunitense (New York, n. 1955)

## Scultori(1)
- Chris Gilmour, scultore inglese (Stockport, n. 1973)

## Slittinisti(1)
- Chris Eißler, slittinista tedesco (n. 1993)

## Snowboarder(2)
- Chris Corning, snowboarder statunitense (Silverthorne, n. 1999)
- Chris Klug, snowboarder statunitense (n. 1972)

## Tastieristi(2)
- Chris Cacavas, tastierista, chitarrista e cantante statunitense (Los Angeles)
- Chris Copping, tastierista, polistrumentista e compositore britannico (Middleton, n. 1945)

## Tenniste(1)
- Chris Newton, ex tennista neozelandese (n. 1956)

## Tennisti(10)
- Chris Dunk, ex tennista statunitense (San Francisco, n. 1958)
- Chris Eaton, ex tennista britannico (Guildford, n. 1987)
- Chris Haggard, ex tennista sudafricano (Pretoria, n. 1971)
- Chris Johnstone, ex tennista australiano (Perth, n. 1960)
- Chris Kachel, ex tennista australiano (Tamworth, n. 1955)
- Chris Lewis, ex tennista neozelandese (Auckland, n. 1957)
- Chris Mayotte, ex tennista statunitense (Springfield, n. 1957)
- Chris Pridham, ex tennista canadese (Toronto, n. 1965)
- Chris Wilkinson, ex tennista britannico (Southampton, n. 1970)
- Chris Woodruff, ex tennista statunitense (Knoxville, n. 1973)

## Tenori(1)
- Chris Merritt, tenore statunitense (Oklahoma City, n. 1952)

## Triatleti(3)
- Chris Hill, triatleta australiano (Brisbane, n. 1975)
- Chris Lieto, triatleta statunitense (Red Bank, n. 1972)
- Chris McCormack, triatleta australiano (Sydney, n. 1973)

## Triplisti(1)
- Chris Carter, triplista statunitense (Hearne, n. 1989)

## Trombonisti(1)
- Chris Barber, trombonista, arrangiatore e compositore britannico (Welwyn Garden City, n. 1930 - Welwyn Garden City, † 2021)

## Tuffatori(1)
- Chris Colwill, tuffatore statunitense (Tampa, n. 1984)

## Velisti(2)
- Chris Dickson, velista neozelandese (Auckland, n. 1961)
- Chris Draper, velista britannico (Sheffield, n. 1978)

## Wrestler(4)
- Chris Candido, wrestler statunitense (Edison, n. 1972 - New Brunswick, † 2005)
- Chris Hero, wrestler statunitense (Dayton, n. 1979)
- Chris Von Erich, wrestler statunitense (Dallas, n. 1969 - Denton, † 1991)
- Percy Watson, ex wrestler statunitense (Lawton, n. 1981)

## Senza attività specificata(4)
- Chris Greenham, effettista statunitense (n. 1923 - † 1989)
- Chris Gueffroy,  tedesco (Berlino Est, n. 1968 - Berlino Est, † 1989)
- Chris Lord-Alge, tecnico del suono statunitense (Tenafly, n. 1963)
- Chris Watts, effettista statunitense (Palm Springs, n. 1965)